# Landesamt für Mess- und Eichwesen Berlin-Brandenburg
Das Landesamt für Mess- und Eichwesen Berlin-Brandenburg (LME BE-BB) ist eine obere Landesbehörde der Länder Berlin und Brandenburg mit Kontroll- und Prüfaufgaben im Mess- und Eichwesen.

## Geschichte
Im Jahr 2005 wurde das Landesamt für Mess- und Eichwesen Berlin-Brandenburg durch Inkrafttreten eines Staatsvertrages der Länder Berlin und Brandenburg zur Zusammenführung des Landesamtes für das Mess- und Eichwesen Berlin und des Landesamtes für Mess- und Eichwesen Brandenburg errichtet.
2023 wurde Holger Spranger der Direktor des Landesamtes. Davor war Alexandra Gutzmer von 2019 bis 2023 die Direktorin. Zuvor hatte Johann Fischer 15 Jahre die Leitung inne.

## Aufgaben und Organisation
Das Landesamt übernimmt Kontroll- und Prüfaufgaben im Mess- und Eichwesen. 
Es gliedert sich in drei Abteilungen:
- Abteilung 1 – Zentrale Dienste
- Abteilung 2 – Eichtechnischer Vollzug
- Abteilung 3 – Digitalisierung, Amtlicher Verkehr

Das Landesamt ist der Senatsverwaltung für Wirtschaft, Energie und Betriebe und dem Ministerium für Wirtschaft, Arbeit und Energie des Landes Brandenburg nachgeordnet.

## Standorte
Hauptsitz des Landesamtes ist Kleinmachnow. Außenstellen befinden sich in Berlin, Cottbus, Eberswalde und Fürstenwalde.